# Philtres d'amour
Philtres d'amour est le 5e album de bande dessinée mettant en scène le personnage de Mélusine, sorti en 1998. Les dessins sont de Clarke et le scénario de Gilson.

## Synopsis
L'album est composé de 32 gags d'une page chacun, de quatre de deux pages et d'un dernier de quatre pages, la plupart sur le thème des philtres d'amour. La dernière histoire donne son nom à l'album : une femelle dragon repousse les avances d'un mâle. Mélusine va essayer de les aider.

## Source
- www.bedetheque.com, « Mélusine » (consulté le 17 août 2008)